# Veiling Westland
Veiling Westland was van 1991 tot 1997 een groente- en fruitveiling, in Nederland die ontstond na een fusie tussen de veilingen Westland-West en Delft-Westerlee. Met een omzet van 1148 miljoen gulden en 3000 leden was het de grootste groente- en fruitveiling ter wereld. De activiteiten waren verspreid over drie locaties: Poeldijk, Westerlee en 's-Gravenzande. De locatie 's-Gravenzande werd in 1992 afgestoten. Veiling Westland bestond tot 1997 toen het overging in de Verenigde Tuinbouwveiling Nederland, die onder de naam The Greenery opereert.

## Geschiedenis
Veiling Westland ontstond na een fusie tussen de laatste twee overgebleven groente- en fruitveilingen in het Westland, namelijk Veiling Westland-West en Delft-Westerlee. Veiling Westland-West was in 1987 ontstaan uit een fusie tussen Westland-Noord in Poeldijk en Westland-Zuid in 's-Gravenzande. Het was de bedoeling dat Delft-Westerlee ook mee zou doen, maar uiteindelijk stemden de leden van die veiling tegen een fusie. 
In 1989 werden de gesprekken weer herstart en tijdens een algemene ledenvergadering op 25 april 1991 stemden 85,6% van de aanwezige leden van Delft-Westerlee en 88,6% van de aanwezige leden van Westland-West voor de fusie. De reden voor de fusie was dat een concentratie van veilingen tot een betere prijsvorming moest leiden. Dit was tevens een reactie op de concentratie aan de vraagkant, met het machtiger worden van supermarkten en het verdwijnen van de kleine groenteinkopers. De fusie werd vanaf 1 mei 1991 van kracht.
De veiling beleefde in 1991 een topjaar, maar sindsdien liep de omzet terug, vanwege matige prijsvorming en een teruggang in glastuinbouwgronden ten behoeve van woningbouw. In 1995 was de omzet ten opzichte van 1991 met maar liefst 30% gedaald. Bij een reorganisatie in 1995 moesten 50 van de 300 medewerkers vertrekken.
Voor verdere concentratie fuseerde veiling Westland in 1997 met nog zes andere Nederlandse groenteveilingen tot de Verenigde Tuinbouwveiling Nederland, die ging opereren onder de naam The Greenery. Leden van Westland stemden op 30 mei 1995 voor de fusie.

## Voetnoten
1. ↑  Groenteveilingen onderzoeken fusie, Reformatorisch Dagblad, 11 oktober 1989
2. ↑  Groenteveiling Westland nu grootste, Reformatorisch Dagblad, 26 april 1991
3. ↑  Groenteveiling Westland ontslaat vijftig werknemers, Reformatorisch Dagblad, 20 oktober 1995
4. ↑  Krappe meerderheid telers voor superveiling, Reformatorisch Dagblad, 31 mei 1996